# Pedro Bismarck
Ademilson Pedro da Cruz, mais conhecido como Pedro Bismarck (Muriaé, 25 de novembro de 1960), é um ator e humorista brasileiro. Conhecido por seu personagem mais famoso, o "Nerso da Capitinga".

## Biografia
Aos dezoito anos, Pedro Bismarck deixou sua cidade-natal e mudou-se para Juiz de Fora, onde pretendia seguir a carreira militar. Ficou no Exército durante cinco anos, atingindo a graduação de cabo no 4º Esquadrão de Cavalaria, que em 1985 mudou-se para cidade de Santos Dumont, próximo a Juiz de Fora. Em 1981, criou aquele que seria seu principal personagem: Nerso da Capitinga (inicialmente conhecido como Denílson).

## Carreira
Em 1983, atuou na peça "Dr. Getúlio, Sua Vida e Sua Glória", montada pelo Grupo Divulgação. Convidado para integrar um grupo de teatro, apresentou em 1984, na casa noturna Pirandello, um quadro para o espetáculo "Caravana Café Concerto, um Delírio!". Na peça, dirigida por Robson Terra, Pedro Bismarck fazia imitações, cantava e contava piadas. Passou a adotar o nome artístico de Pedro Bissa, que posteriormente foi modificado para seu pseudônimo atual.
Em 1990, foi convidado por Chico Anysio para participar do programa Escolinha do Professor Raimundo, após Chico ter visto uma fita de vídeo com apresentações de Pedro. Por sugestão de Chico Anysio, Denílson virou Nerso e o nome artístico Pedro Bis foi alterado para Pedro Bismarck, que segundo Pedro, foi uma homenagem de Chico ao jogador Bismarck Barreto Faria. Em 1993, teve uma rápida passagem pelo SBT no programa A Praça é Nossa, retornando à Rede Globo no ano seguinte. Além da Escolinha, Pedro atuou ao lado de Chico em Estados Anysios de Chico City, onde interpretava Fulô, a mulher do deputado Justo Verrísimo. 
Em 1999, Pedro passou a integrar o elenco do humorístico Zorra Total, onde além do Nerso, interpretou a diarista Das Dores e o Seu Feliciano, conhecido pelo bordão Morréu!. Pedro foi um dos humoristas que permaneceu por mais tempo no elenco fixo do programa. 
Nos cinemas, Pedro teve papéis nos filmes Menino Maluquinho 2 - A Aventura e Amélia.
Em 2006, participa da segunda temporada do Dança dos Famosos, quadro do Domingão do Faustão, surpreendendo o público e os jurados, e ficando em terceiro lugar na disputa. Em 2008 foi garoto-propaganda das Casas Bahia.
Entre 2013 e 2015, Pedro apareceu esporadicamente no Vídeo Show, como Seu Feliciano, no quadro Morréu Show, onde o personagem relembra personagens da teledramaturgia que já morreram. 
Em 2015, o personagem Nerson da Capetinga participou do CD Ser Humano, do cantor Zeca Pagodinho gravando com ele a música "Mané Rala Peito", com direito ao famoso bordão "Morréu"!.
Mesmo longe da televisão, Pedro Bismarck continua com seus shows e apresentações por todo o Brasil, entre eles o Nerso 30 Anos de Riso.

## Filmografia

### Televisão
| Ano       | Título                          | Personagem                                     | Nota                                                     |
| --------- | ------------------------------- | ---------------------------------------------- | -------------------------------------------------------- |
| 1990–94   | Escolinha do Professor Raimundo | Nerso da Capitinga                             |                                                          |
| 1991      | Estados Anysios de Chico City   | Fulô Veríssimo                                 |                                                          |
| 1993      | A Praça É Nossa                 | Nerso da Capitinga                             |                                                          |
| 1998      | Você Decide                     |                                                | Episódio: "Além do Jardim"                               |
| 1999–2015 | Zorra Total                     | Seu Feliciano / Nerso da Capitinga / Das Dores |                                                          |
| 2001      | Brava Gente                     | Durvalino                                      | Episódio: "O Tocador de Tuba"                            |
| 2006      | Dança dos Famosos               | Participante                                   | Temporada 2                                              |
| 2013–16   | Vídeo Show                      | Seu Feliciano                                  | Quadro: "Morréu Show"                                    |
| 2016      | Treme Treme                     | Nerso da Capitinga                             | Episódio: "Colo de Mamãe Episódio: "Segredos de Família" |
| 2019      | Escolinha do Professor Raimundo | Seu Nerso da Capitinga                         | Episódio: "28 de julho"                                  |

### Cinema
| Ano  | Título                           | Papel     |
| ---- | -------------------------------- | --------- |
| 1998 | Menino Maluquinho 2 - A Aventura | Monsenhor |
| 1999 | O Roubo                          |           |
| 2000 | Amélia                           | Casca     |

## Teatro
- 1984 - Caravana Café Concerto, um Delírio!
- Show de Humor com Pedro Bis
- O Melhor de Pedro Bis
- 2004 - Neversário do Nerso[9]
- 2009 - Bobeira Pega[10]
- Nerso 30 Anos de Riso